# Euleptorhamphus
Los mediopicos o pajaritos del género Euleptorhamphus son peces marinos de la familia hemiránfidos, distribuidos por las aguas superficiales asociados a arrecifes y estuarios de río.

## Hábitat
Son peces pelágicos marinos que habitan cerca de la superficie, cercanos a la costa junto a arrecifes y cerca de la vegetación. La mayoría de las especies son pescadas con cierta importancia comercial.

## Especies
Existen dos especies válidas en este género:
- Euleptorhamphus velox (Poey, 1868) - Agujeta voladora
- Euleptorhamphus viridis (van Hasselt, 1823) - Agujeta alargada